# Shukkei-en

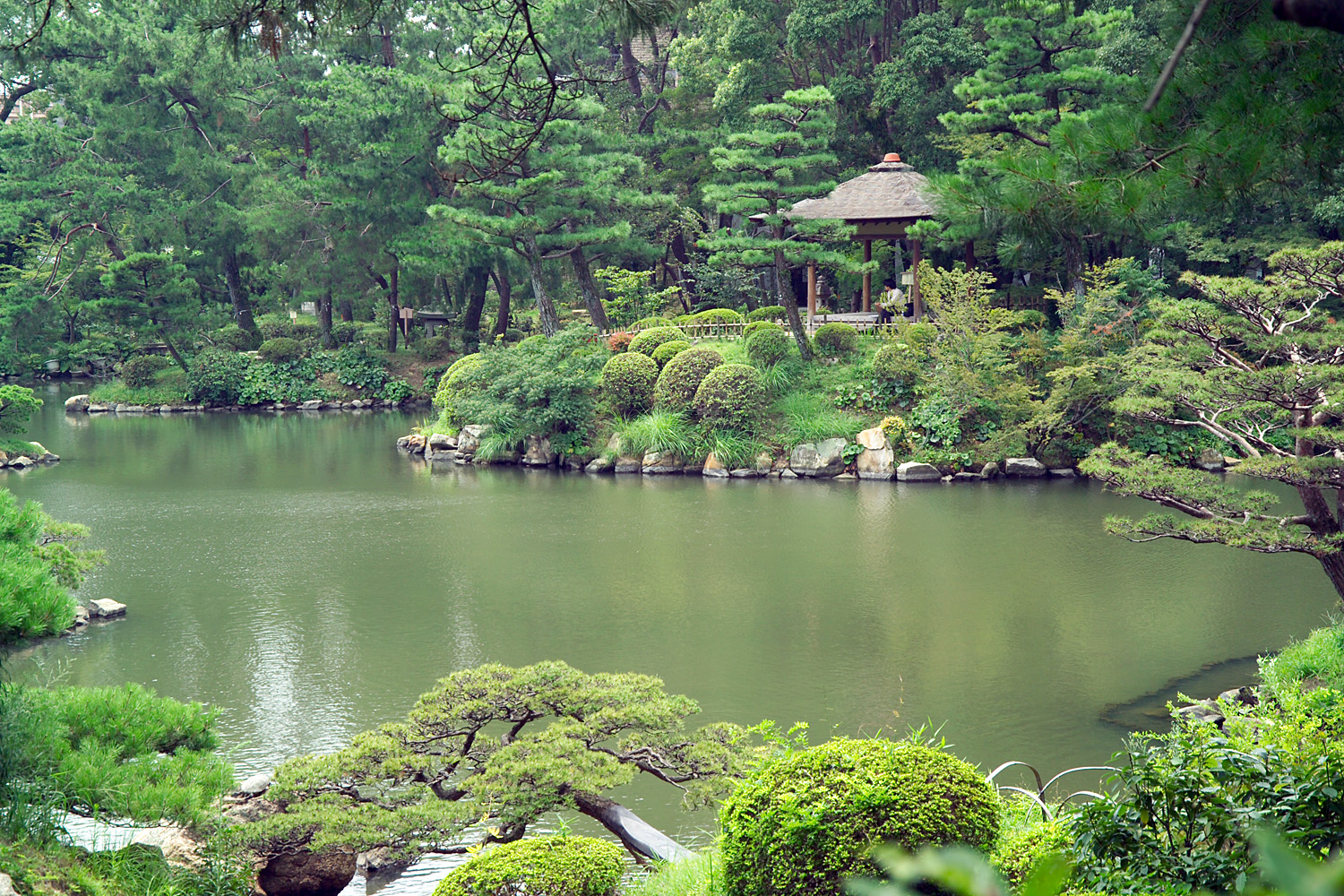
Laghetto

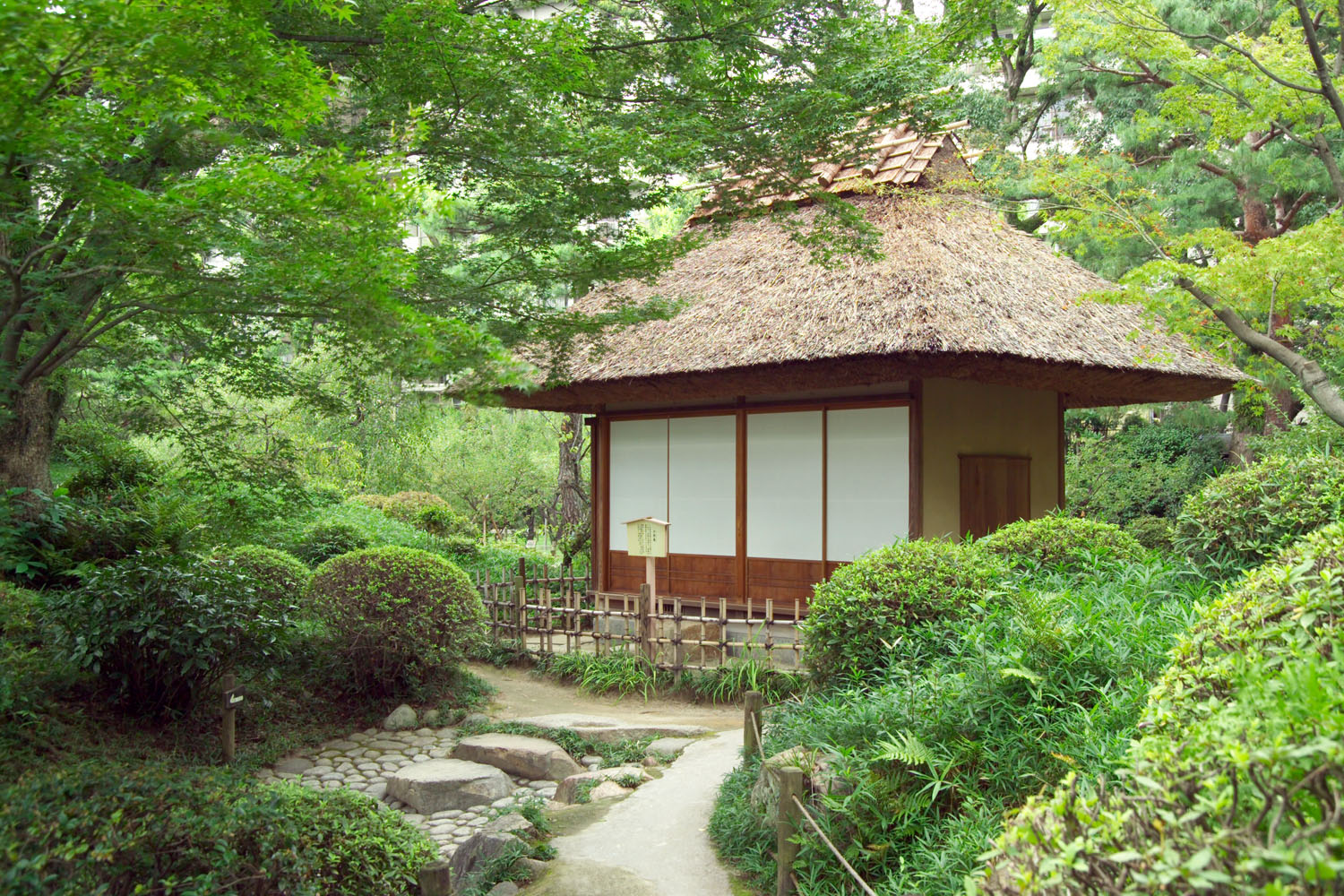
Padiglione

Shukkei-en (縮景園?) (縮景園?) è un giardino giapponese della città di Hiroshima in Giappone. Il museo d'arte della prefettura di Hiroshima è adiacente al giardino. Sei esemplari di Ginkgo, ancora esistenti, sono sopravvissuti alle radiazioni prodotte dalla bomba atomica caduta sulla città di Hiroshima.

## Storia
La costruzione iniziò nel 1620 durante il Periodo Edo su ordine di Asano Nagaakira, daimyo del Hiroshima han. Il settimo signore feudale dello han contattò Shigeyasu Ueda (上田 重安?), un esperto in realizzazione di giardini giapponesi di Kyoto, che ricostruì meravigliosamente lo Shukkei-en.
A partire dal periodo Meiji, il giardino venne utilizzato come villa della famiglia Asano. Quando sotto l'imperatore Meiji il quartier generale imperiale fu trasferito a Hiroshima, l'imperatore venne alloggiato presso la villa per un breve periodo. I giardini furono aperti al pubblico e nel 1940 la famiglia Asano li donò alla prefettura di Hiroshima. Essendo a pochi passi dal punto zero dell'attacco nucleare su Hiroshima, lo Shukkei-en subì ingenti danni e successivamente diventò un rifugio per le vittime della guerra. Dopo i lavori di ristrutturazione, ha riaperto nel 1951.

## Galleria d'immagini

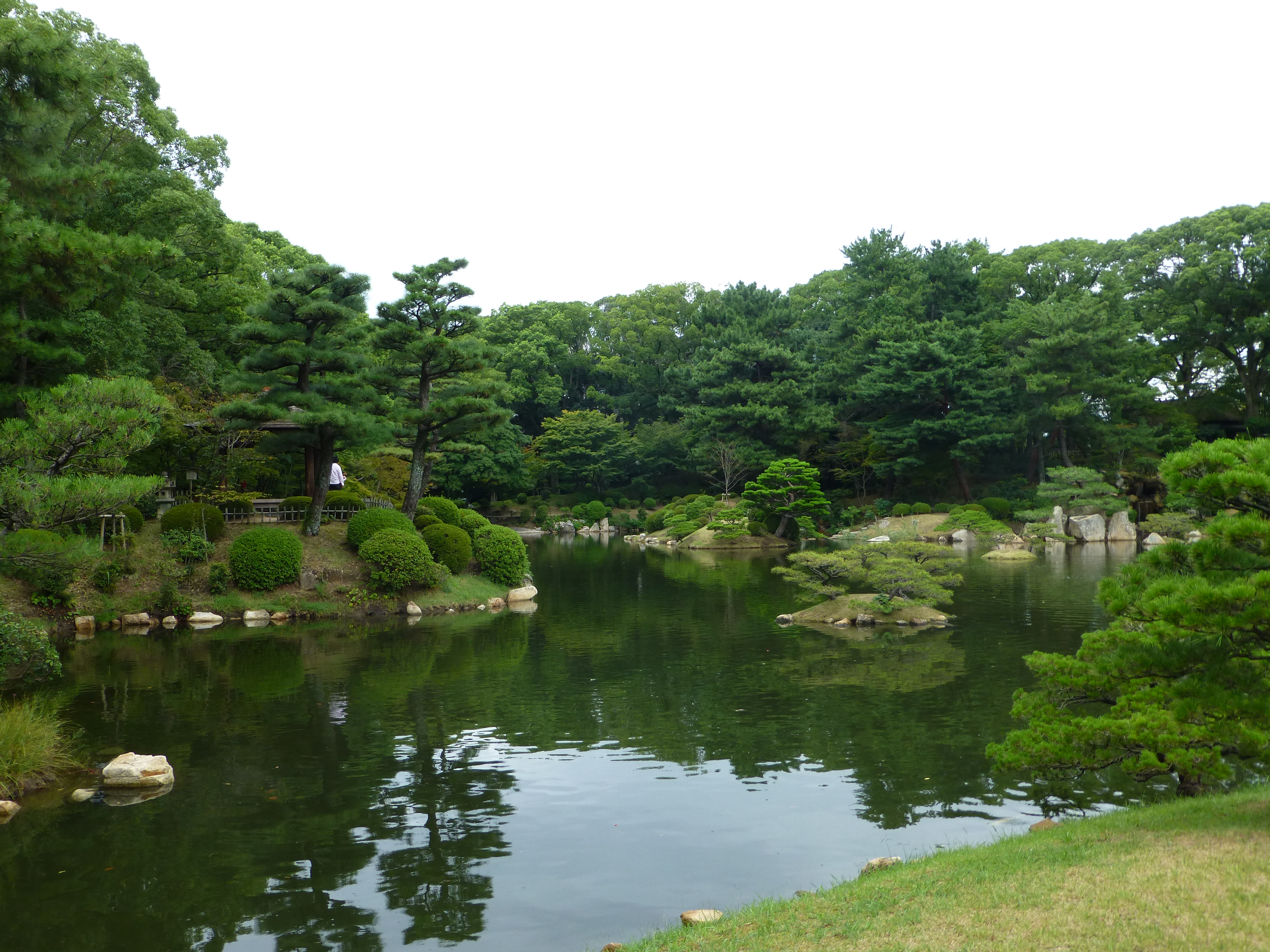
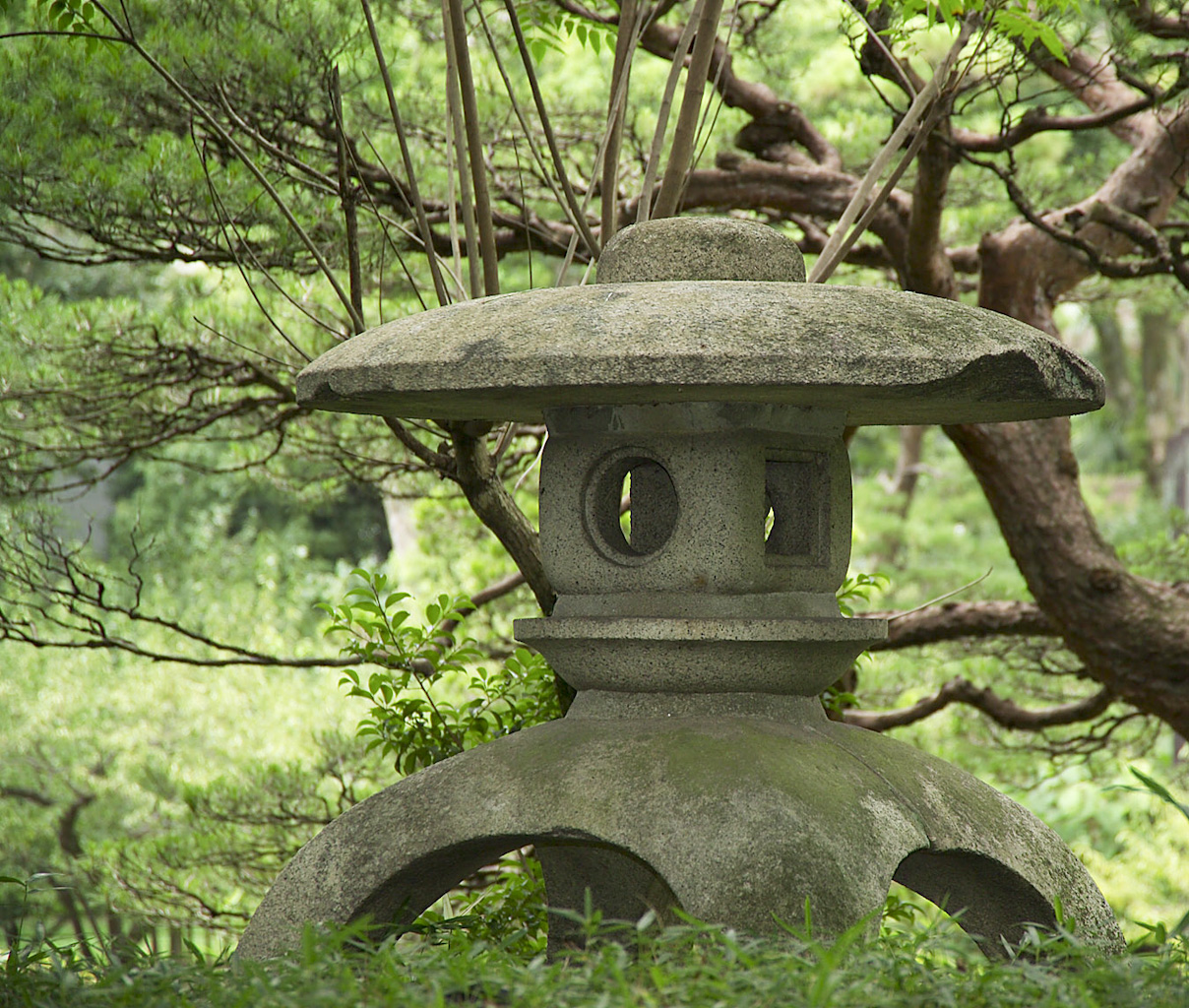
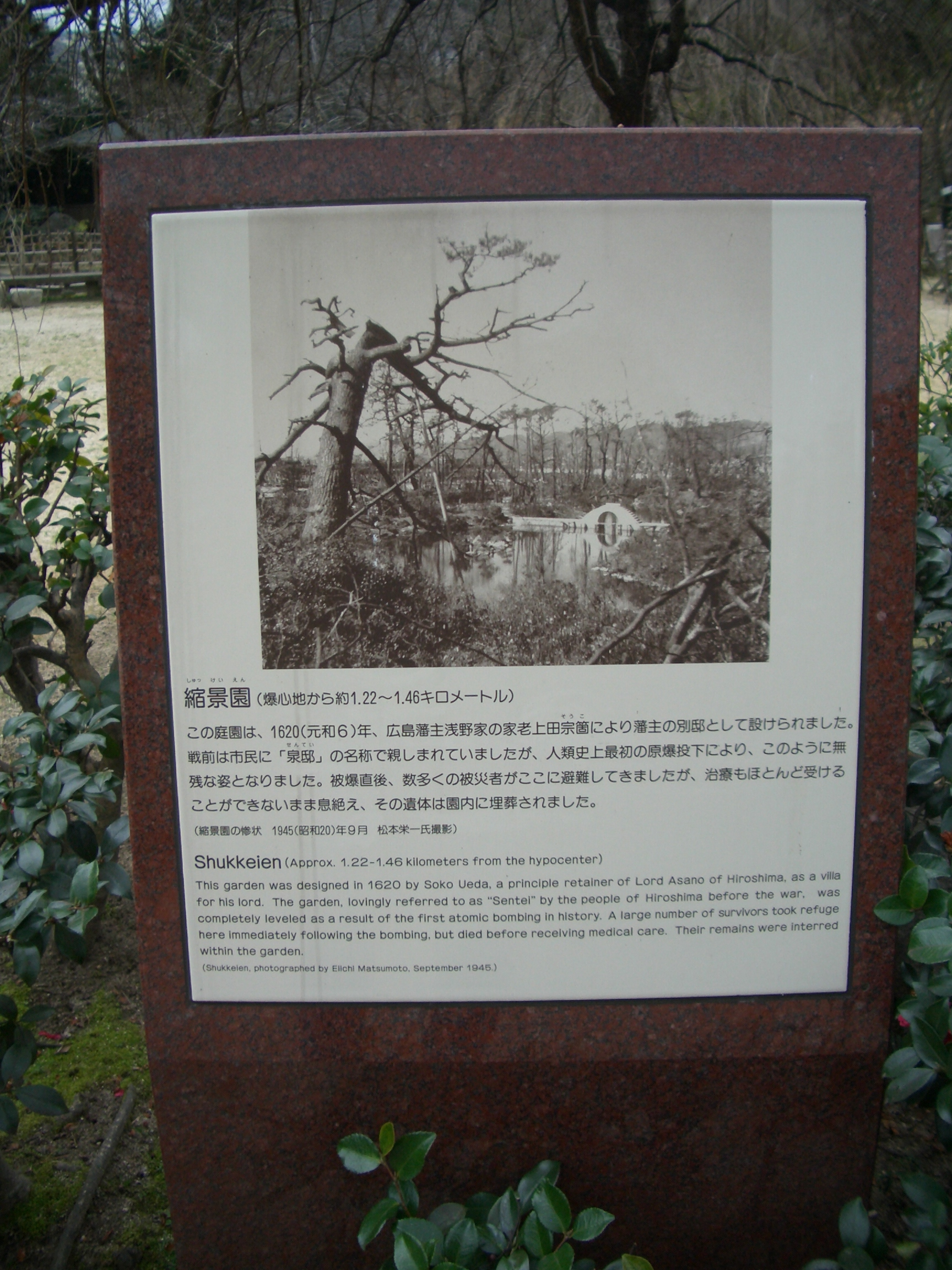
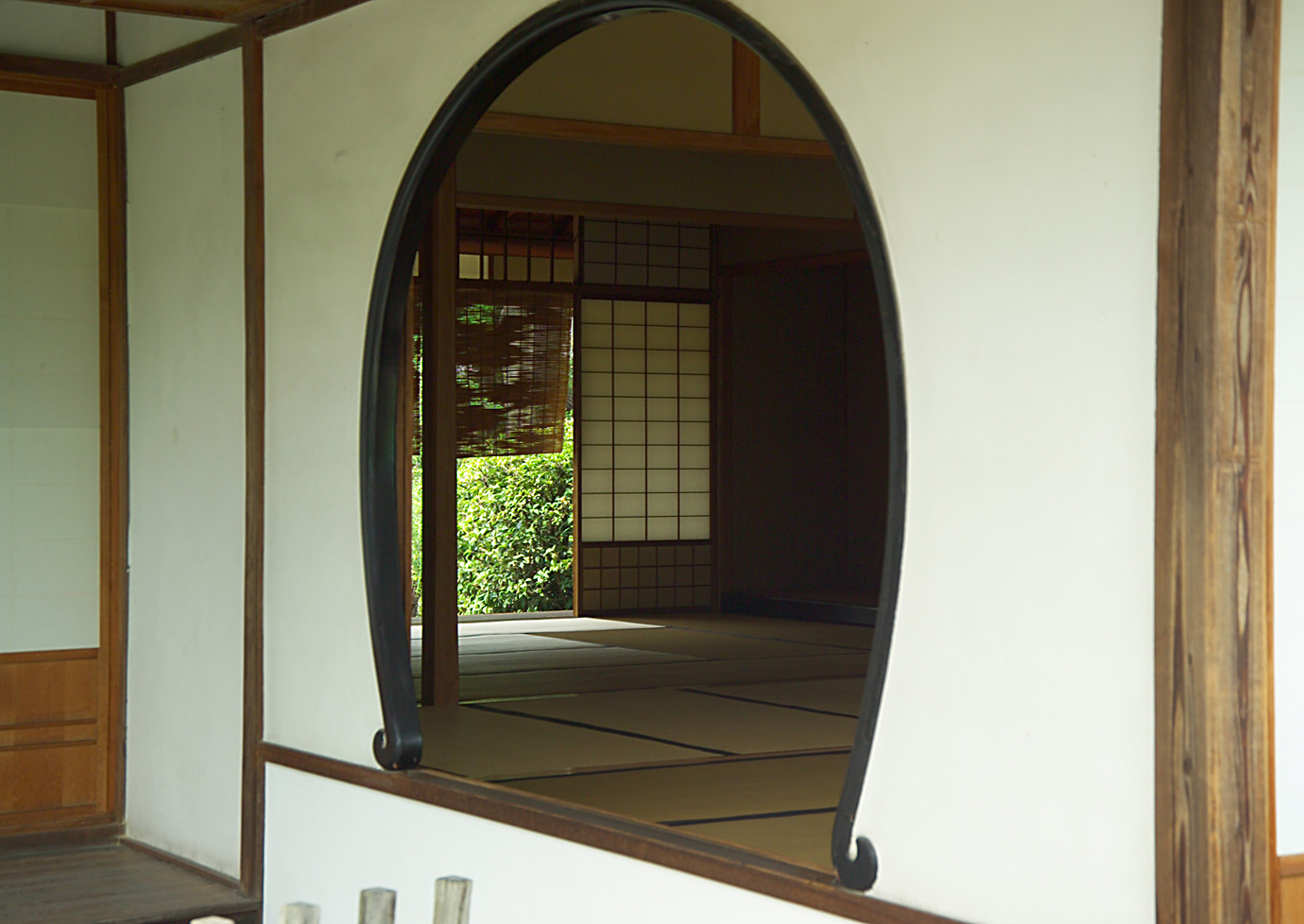